# Kloster Rouffach

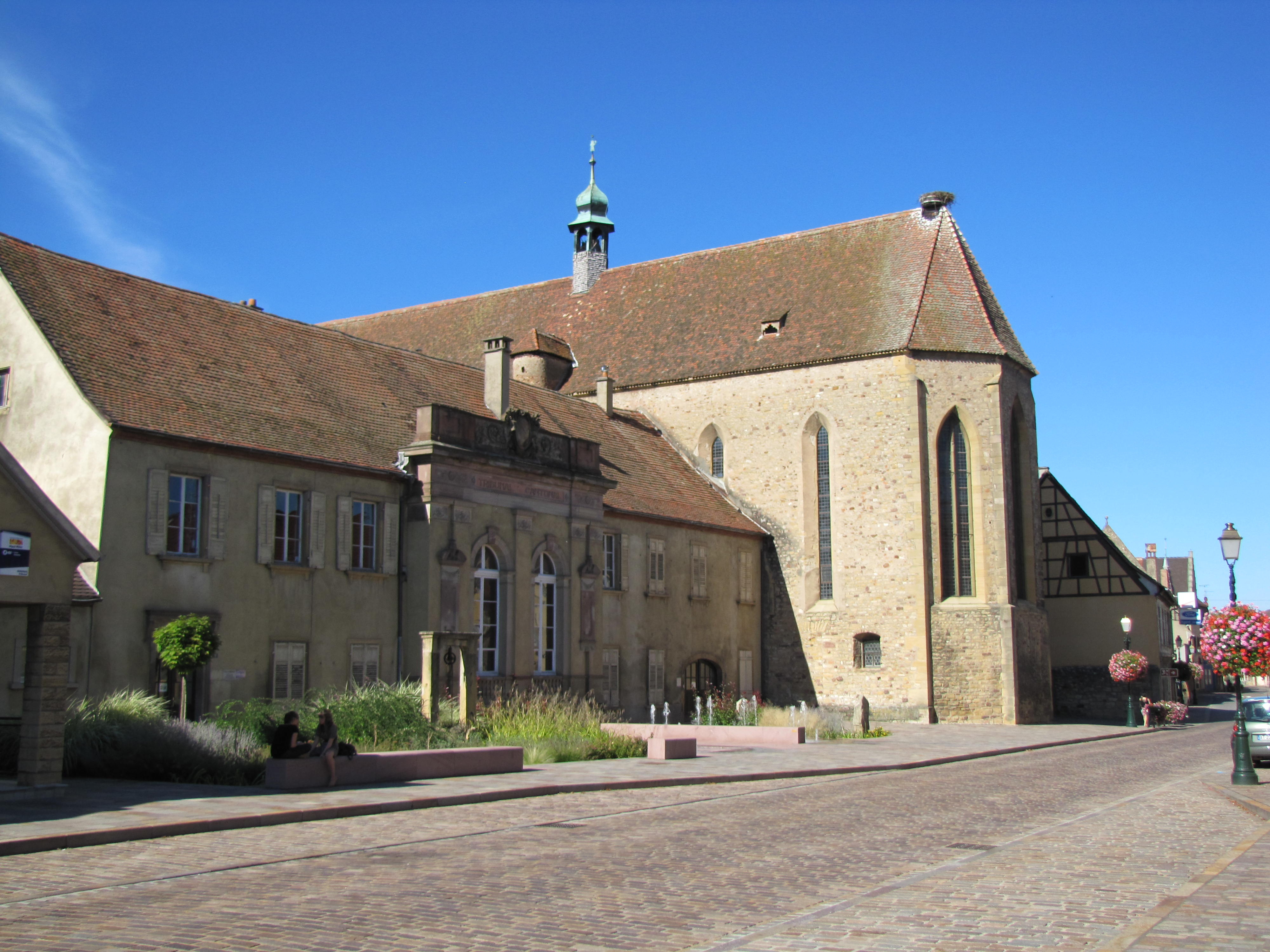
Konventsgebäude und Katharinenkirche

Das Kloster Rouffach (französisch Couvent des Récollets de Rouffach) ist ein ehemaliges Franziskanerkloster in der elsässischen Gemeinde Rouffach (deutsch Rufach). Kirche und Klostergebäude stehen als Monument historique unter Denkmalschutz.

## Geschichte
Das Kloster wurde als Franziskanerkloster um 1250 von Brüdern des 1210 gegründeten Franziskanerordens gegründet. Durch Stiftungen konnte das Kloster rasch wachsen. Aus dem kleinen Hospitium mit Kapelle wurde noch im 13. Jahrhundert ein Konvent mit Kirche. Er gehörte zur Straßburger Ordensprovinz (Provincia Argentina, auch „Oberdeutsche Provinz“). 1435 schloss sich der Konvent der Reformbewegung der Observanten an. Provinzialminister Jodokus lobte die Brüder des Konvents in Rouffach, sie lebten in regulari observantia „in regelgerechter Observanz“.
Berühmt war das Kloster vor allem aufgrund seiner Schule, aus der um 1500 mehrere gelehrte Humanisten hervorgingen, darunter auch ein Rektor der Universität Heidelberg, der Historiker Matern Berler, der Straßburger Weihbischof Johannes Siegrist und der Kosmograf Sebastian Münster. Ab 1487 siedelte sich der Deutsche Orden in Rouffach in unmittelbarer Nähe des Klosters an. Die Mönche erlaubten den Rittern, im südlichen Seitenschiff Gottesdienste abzuhalten.
1564 wurde das Kloster aufgegeben, da zuletzt nur noch zwei Mönche im Kloster lebten. Zwar gab es schon 1565 erste Versuche, das Kloster neu zu beleben, doch als einige Klostergebäude bei einem Brand schwer beschädigt wurden, gab man das Kloster ganz auf. Zu dieser Zeit wurde das Kloster von zwei Priestern und einem Laienbruder betreut. Erst 1591 wurde es auf Initiative des Grafen Eberhard von Manderscheid-Blankenheim, der Bailli von Rouffach war, neu besiedelt. Während der Französischen Revolution wurde das Kloster verwüstet und 1791 säkularisiert. 1792 diente es erst als Kaserne, 1794 als Militärlazarett und 1795 als Gefängnis. Kurz standen die Gebäude leer, dann waren hier in den 1830er und 1840er Jahren Privatwohnungen und ein Mädchenpensionat untergebracht. In den 1850er Jahren waren in den Klostergebäuden eine Weberei und eine Färberei untergebracht, bis 1875 dann eine Druckerei, bevor dann das Kantonsgericht (später Tribunal d’instance) im Konvent residierte, bis es 1970 aufgelöst wurde.
Die Kirche wurde 1793 an zwei Rouffacher Bürger versteigert. 1797 pachtete die Pfarrei Rouffach das Gotteshaus als „Hilfskapelle“ und hielt hier wieder Gottesdienste ab. In den Jahren 1819 bis 1826 vermachten die vier Besitzer des Kirchengebäudes ihr Eigentum von jeweils einem Viertel der Stadt Rouffach, die damit in den alleinigen Besitz der Kirche kam. Einzige Bedingung der Schenkungen war ein Erhalt der Kirche für den Gottesdienst. 1840 wurde die Katharinenkirche umfassend restauriert. In den 1860er Jahren diente sie während des Umbaus der Stadtkirche fast ein Jahrzehnt als Pfarrkirche.

## Katharinenkirche

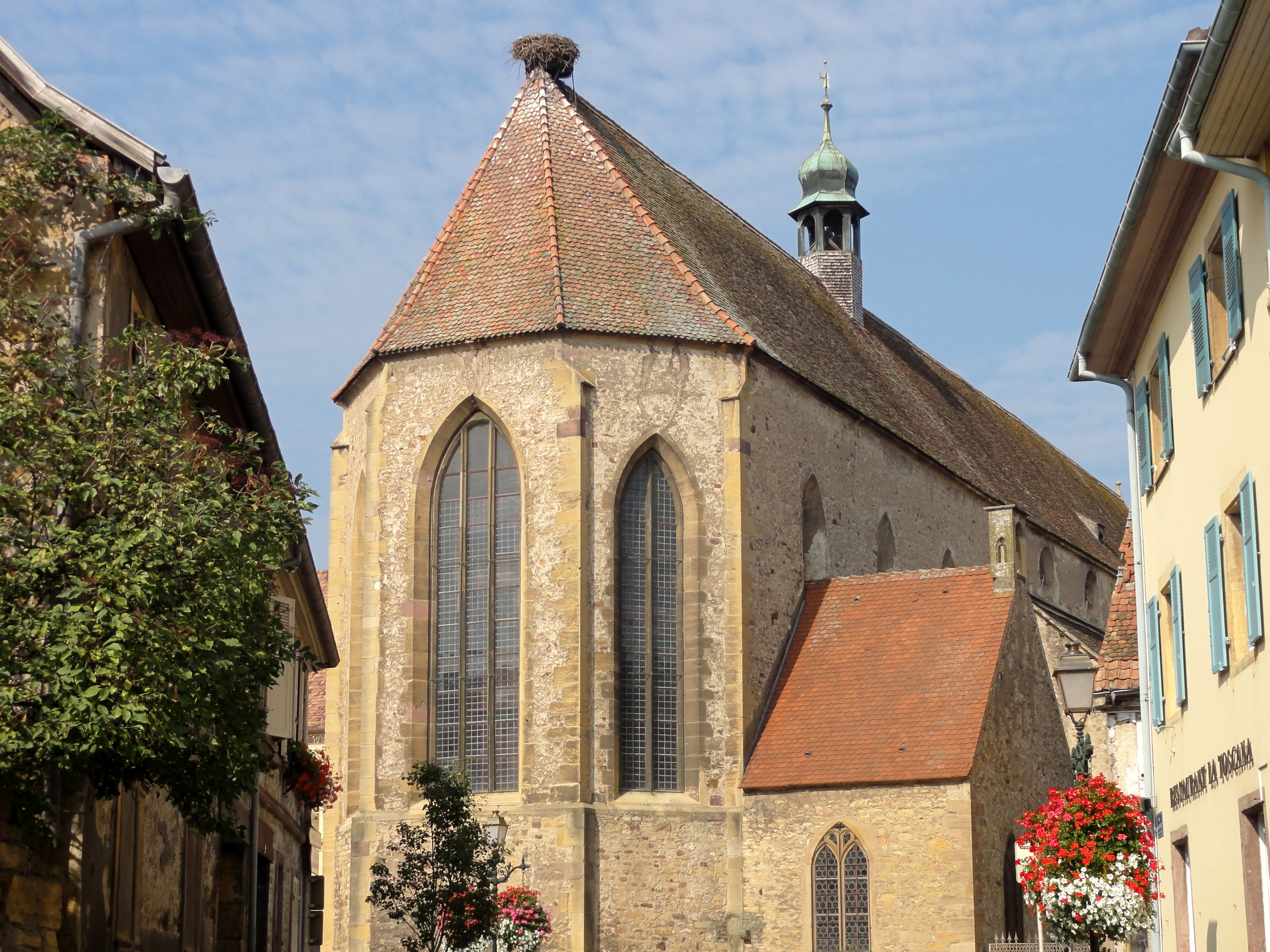
Chor der Katharinenkirche

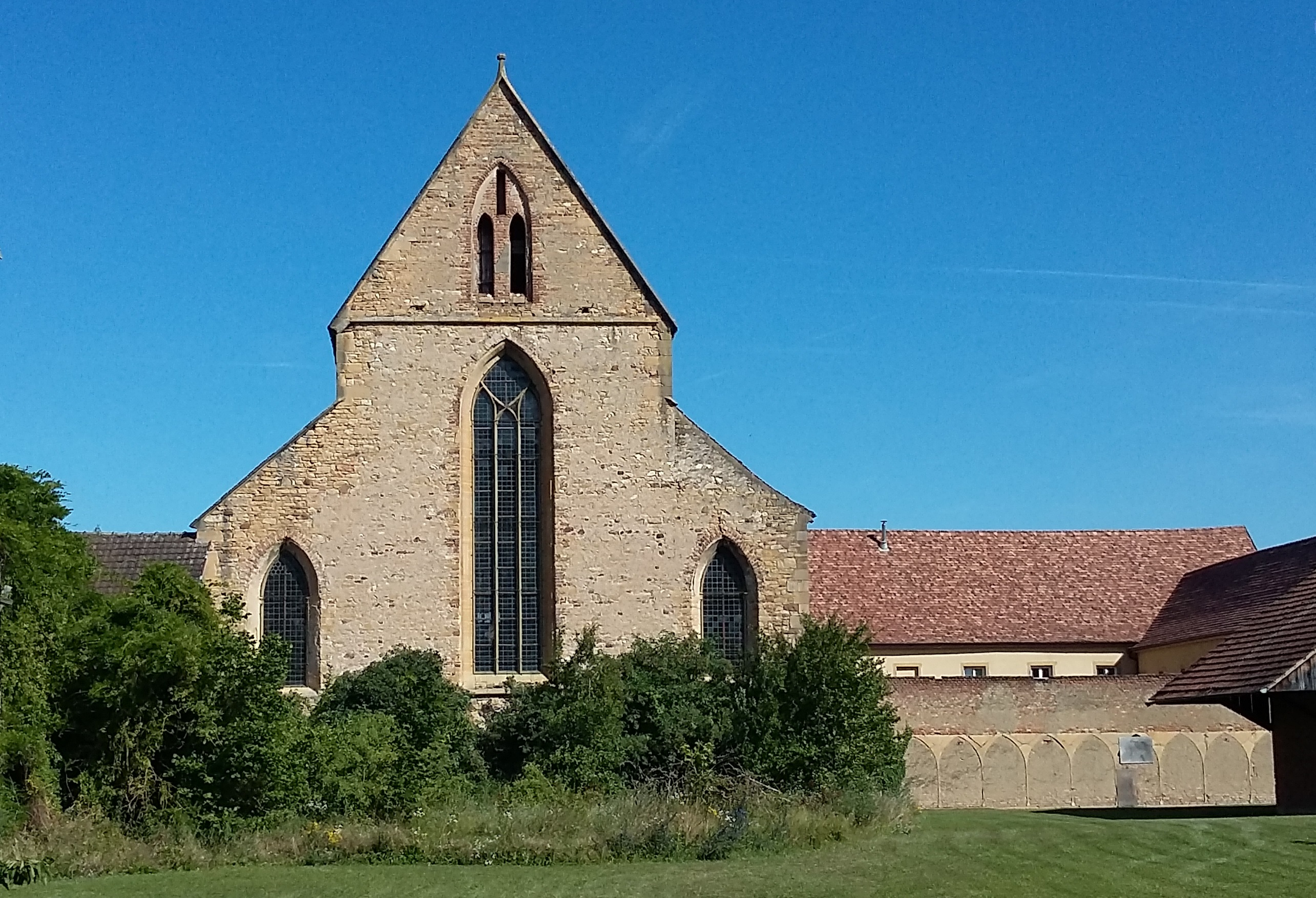
Katharinenkirche, Westfassade

Die profanierte Kirche wurde im 13. Jahrhundert als dreischiffige flachgedeckte Basilika im Stil einer Bettelordenskirche errichtet; statt eines Turmes oder Westwerks trägt sie einen Dachreiter. Ihre heutige Gestalt erhielt die Kirche in den Jahren 1490 bis 1505. Mittel- und Seitenschiffe werden durch sechs weite Arkaden auf schlanken Säulen getrennt. An das Langhaus schließt sich ein gestreckter dreiseitig geschlossener Chor an, der 1604 einen einfachen hölzernen Lettner erhielt (später entfernt). Die Obergaden werden von Okuli durchbrochen. Die Fensteröffnungen in den Seitenschiffen wurden im 15. Jahrhundert verändert und erhielten die für die Zeit typischen gotischen Spitzbögen. Das Maßwerk wurde entfernt. Die Kirche diente im 16. und 17. Jahrhundert als Grablege der Komture des nahen Deutschen Ordens genutzt wurde. Erhalten sind zahlreiche prächtige Epitaphe.
Im Norden der Kirche sind Strebepfeiler zu finden, die Strebebögen sind allerdings unter dem Dach verborgen. An einem dieser Pfeiler sitzt eine von innen zugängliche Außenkanzel mit Maßwerkbrüstung. Von hier aus hielten die Priester Ansprachen an die auf dem Friedhof versammelten Bürger der Stadt. Es ist das einzige Exemplar dieser Art im Elsass.

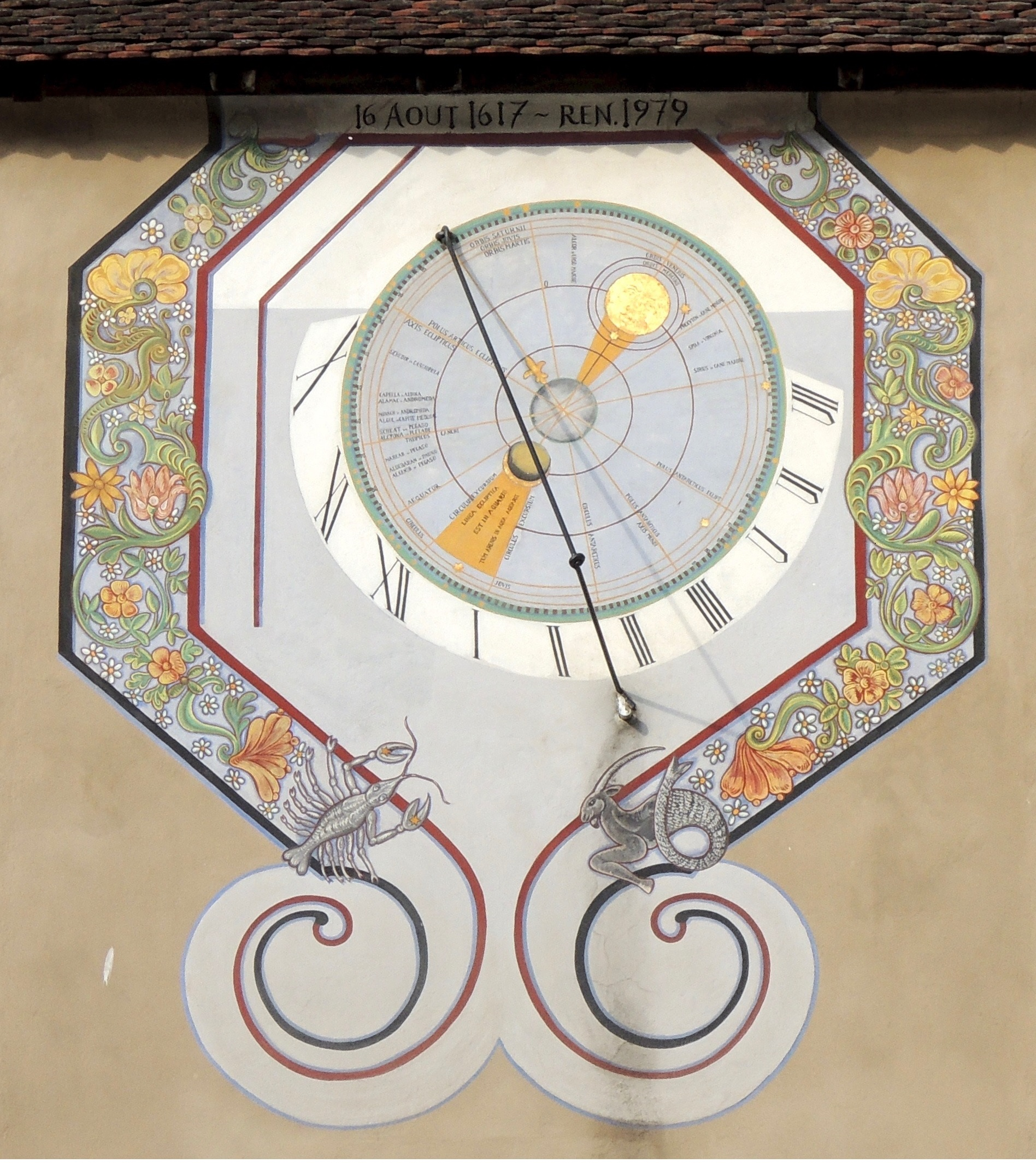
Die Sonnenuhr

In der Kapelle St. Maria Magdalena (später Sakristei) befindet sich das Grabmal des 1607 verstorbenen Grafen von Manderscheid. Auf der Außenmauer des südlichen Seitenschiffs wurde eine Sonnenuhr aufgemalt, mit einem Wandgemälde, das eine seltene Kosmologie darstellt. Auf dem Satteldach sitzt zentral ein Dachreiter mit Glocke und geschweifter Haube. Die nördlich der Kirche errichteten Gebäude sind jüngeren Datums. Hier befand sich ursprünglich ein Friedhof.
Das Portal für die Laien lag auf der Nordseite der Kirche, die Brüder kamen über das Portal auf der Nordwestseite mit Korbbogen und Birnstabgewände.
Zur Ausstattung der Kirche gehörte ein Holzrelief einer Beweinung Christi aus dem 15. Jahrhundert, das heute im Museum Unterlinden in Colmar verwahrt wird. Der barocke Hochaltar stammt aus dem Jahr 1710 und wurde von Johann Benedikt Reissmüller geschaffen. Die gemalte Altartafel zeigt das Martyrium der hl. Katharina von Alexandrien. Das Chorgestühl stammt aus dem 14. Jahrhundert. Erhalten ist außerdem ein Fresko, das die Leiden des Johannes Nepomuk zeigt. Die barocken Seitenaltäre sind dem Ordensgründer Franz von Assisi und der hl. Anna gewidmet. Die Altartafel einer Anna selbdritt mit Stiftern und musizierenden Engeln stammt wohl von einem Schüler Martin Schongauers und entstand um 1490. Auch sie befindet sich im Museum in Colmar.

## Konventsgebäude

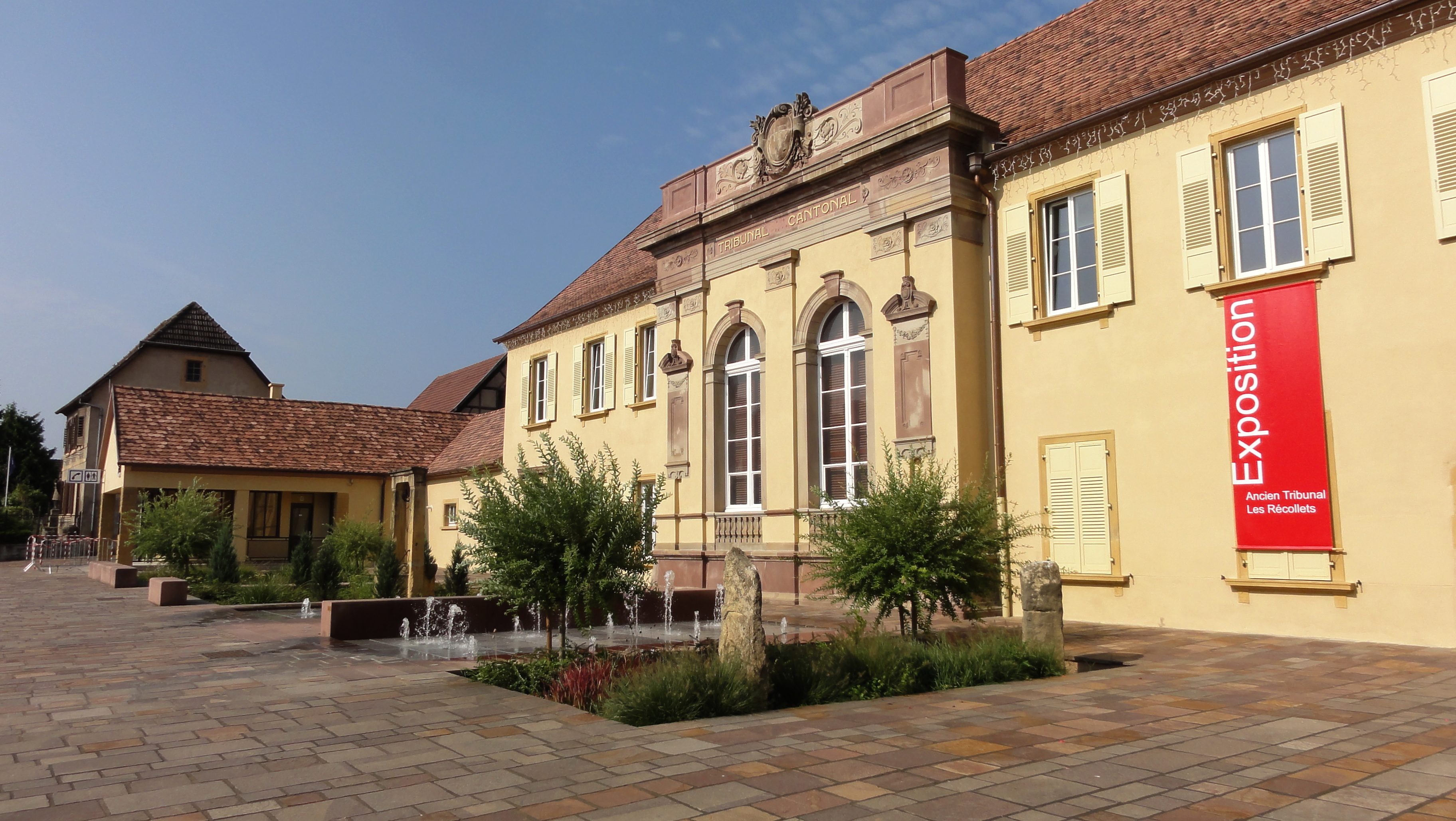
Früheres Konventsgebäude

Das zentrale Konventsgebäude aus dem 15. Jahrhundert wurde im 19. Jahrhundert von Architekt Winkler stark verändert, als es zum Gerichtsgebäude wurde. Die Fassade wurde aufgewertet und erhielt einen klassizistischen Mittelrisalit mit reichem. Eine Sandsteinbalustrade mit Wappenfeld und floralem Muster schließt den Risaliten zum Dach ab. Auch das Innere wurde in den vergangenen Jahrhunderten aufgrund der sehr unterschiedlichen Nutzung mehrfach stark verändert. Es diente unter anderem als Sitz des Amtsgerichts Rufach. Heute dienen die Gebäude als Stadtarchiv (Ostflügel) und Ausstellungsort (Südflügel). Vom ehemaligen Kreuzgang hinter dem Gebäude sind noch Reste erhalten, darunter auch die westliche Mauer mit Spitzbögen.